# John W. Reynolds

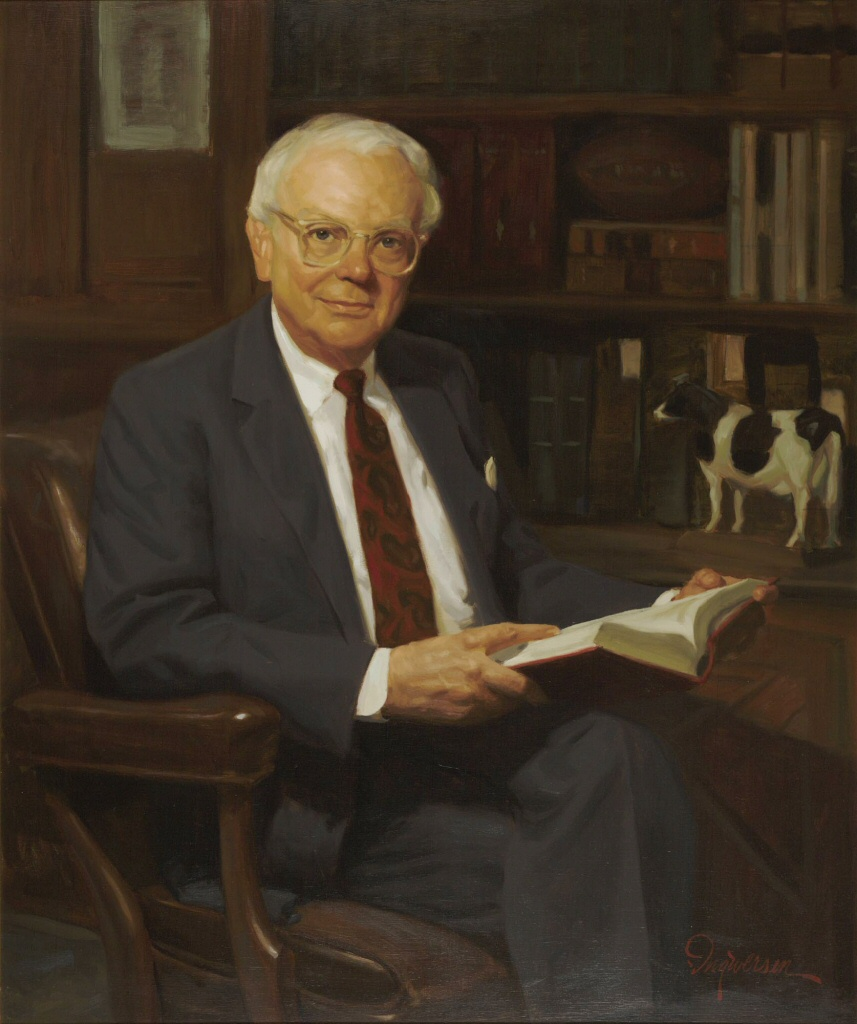
John Reynolds

John W. Reynolds, född 4 april 1921 i Green Bay, Wisconsin, död 6 januari 2002 i Milwaukee, Wisconsin, var en amerikansk demokratisk politiker. Han var guvernör i delstaten Wisconsin 1963-1965.
Reynolds var delstatens justitieminister, Wisconsin Attorney General, 1959-1963. Han var delegat till demokraternas partikonvent inför presidentvalet i USA 1960. Han stödde John F. Kennedy i det valet. Han var medlem av Kiwanis och Columbus riddare.
Efter tiden som guvernör arbetade han som federal domare. Han beordrade 1976 skoldistriktet i Milwaukee att integrera barn av olika raser. Han var en känd förespråkare för lika rättigheter oavsett ras. Han avled i en hjärtsjukdom 80 år gammal.